# Givonne
Givonne és un municipi francès situat al departament de les Ardenes i a la regió del Gran Est. L'any 2007 tenia 1.125 habitants.

## Demografia

### Població
El 2007 la població de fet de Givonne era de 1.125 persones. Hi havia 403 famílies de les quals 78 eren unipersonals (33 homes vivint sols i 45 dones vivint soles), 124 parelles sense fills, 185 parelles amb fills i 16 famílies monoparentals amb fills.
La població ha evolucionat segons el següent gràfic:
Habitants censats

### Habitatges
El 2007 hi havia 459 habitatges, 421 eren l'habitatge principal de la família, 7 eren segones residències i 31 estaven desocupats. 419 eren cases i 39 eren apartaments. Dels 421 habitatges principals, 340 estaven ocupats pels seus propietaris, 74 estaven llogats i ocupats pels llogaters i 7 estaven cedits a títol gratuït; 1 tenia una cambra, 12 en tenien dues, 25 en tenien tres, 97 en tenien quatre i 286 en tenien cinc o més. 309 habitatges disposaven pel capbaix d'una plaça de pàrquing. A 179 habitatges hi havia un automòbil i a 202 n'hi havia dos o més.

### Piràmide de població
La piràmide de població per edats i sexe el 2009 era:
| Homes | Edats   | Dones |
| ----- | ------- | ----- |
| 0     | 95 o +  | 0     |
| 0     | 90 a 94 | 4     |
| 4     | 85 a 89 | 4     |
| 0     | 80 a 84 | 4     |
| 8     | 75 a 79 | 12    |
| 12    | 70 a 74 | 36    |
| 24    | 65 a 69 | 8     |
| 24    | 60 a 64 | 44    |
| 32    | 55 a 59 | 16    |
| 36    | 50 a 54 | 40    |
| 32    | 45 a 49 | 28    |
| 60    | 40 a 44 | 36    |
| 28    | 35 a 39 | 24    |
| 32    | 30 a 34 | 52    |
| 40    | 25 a 29 | 24    |
| 16    | 20 a 24 | 28    |
| 40    | 15 a 19 | 28    |
| 32    | 10 a 14 | 36    |
| 40    | 5 a 9   | 20    |
| 32    | 0 a 4   | 28    |

## Economia
El 2007 la població en edat de treballar era de 723 persones, 522 eren actives i 201 eren inactives. De les 522 persones actives 483 estaven ocupades (274 homes i 209 dones) i 39 estaven aturades (15 homes i 24 dones). De les 201 persones inactives 59 estaven jubilades, 62 estaven estudiant i 80 estaven classificades com a «altres inactius».

### Ingressos
El 2009 a Givonne hi havia 432 unitats fiscals que integraven 1.162,5 persones, la mediana anual d'ingressos fiscals per persona era de 17.995 €.

### Activitats econòmiques
Dels 23 establiments que hi havia el 2007, 1 era d'una empresa alimentària, 4 d'empreses de construcció, 3 d'empreses de comerç i reparació d'automòbils, 3 d'empreses de transport, 2 d'empreses d'hostatgeria i restauració, 1 d'una empresa financera, 1 d'una empresa immobiliària, 3 d'empreses de serveis, 2 d'entitats de l'administració pública i 3 d'empreses classificades com a «altres activitats de serveis».
Dels 7 establiments de servei als particulars que hi havia el 2009, 1 era una oficina de correu, 1 paleta, 1 guixaire pintor, 1 fusteria, 1 lampisteria i 2 restaurants.
L'únic establiment comercial que hi havia el 2009 era una fleca.
L'any 2000 a Givonne hi havia 7 explotacions agrícoles.

## Equipaments sanitaris i escolars
L'únic equipament sanitari que hi havia el 2009 era una ambulància.
El 2009 hi havia una escola elemental.

## Poblacions més properes
El següent diagrama mostra les poblacions més properes.